# Jeddah Tower
La Jeddah Tower o Burj Jeddah (in arabo: برج جدة,) o Kingdom Tower (inglese per "Torre del regno"; in arabo برج المملكة‎?, "Torre dell'Impero"), chiamata anche Mile Tower ("Torre [alta un] miglio) è un super-grattacielo in costruzione sulle rive del Mar Rosso a Gedda, in Arabia Saudita.

## Storia
Nel maggio 2008 i primi test sul terreno, effettuati nella zona dove sarebbe stato eretto il grattacielo, mettevano in dubbio la possibilità che il suolo potesse sostenere il peso di un edificio di un chilometro di altezza. Nel 2009 il progetto venne sospeso a causa della crisi economica globale, mentre la Bechtel, la ex società di ingegneria artefice del progetto, era intenzionata ad uscirne.
Nell'ottobre del 2010 i proprietari della Kingdom Holding Company firmano un accordo di sviluppo con la Emaar Properties, già committente e proprietaria del Burj Khalifa di Dubai. L'altezza finale dell'edificio era ancora in discussione, tuttavia ancora superiore al chilometro di altezza. La Kingdom Holding ha successivamente dichiarato che la costruzione era in corso d'opera. Nel marzo e aprile 2011 le agenzie di stampa hanno riferito che la Mile-High Design Tower era stata approvata, confermando il superamento del chilometro in altezza e stimando un investimento complessivo di circa 30 miliardi di dollari. Il progetto definitivo era molto più ampio del progetto precedente, avrebbe occupato una superficie di 3.530.316 m² e utilizzato, per la sua alimentazione elettrica, un sistema futuristico a energia eolica.
A inizio agosto 2011 viene scelto come contraente per la costruzione principale il Saudi Binladin Group, con un costo di costruzione pari a 1,23 miliardi di dollari (per raffronto, il Burj Khalifa è costato 1,5 miliardi di dollari).
A fine 2017 i lavori sono stati fermati a causa della presunta corruzione dei principali appaltatori.
Il 19 settembre 2023 viene annunciata la ripresa dei lavori.

## Caratteristiche

### Sfide
La sostenibilità di un edificio così alto includerebbe problemi quali limitazioni al trasporto verticale, con gli ascensori che possono arrivare solo fino a un certo punto; oscillazioni dell'edificio, causate dal vento; e cedimenti delle super colonne, che si verificano perché il calcestruzzo tende a restringersi mentre si idrata e si assesta sotto carico, mentre l'acciaio è dimensionalmente stabile, causando quindi l'irregolarità dei pavimenti. Inoltre, negli edifici molto alti è necessaria una grande dimensione del nucleo per supportare la struttura e ospitare il gran numero di ascensori necessari. Le dimensioni del nucleo occupano una quantità significativa di spazio ai piani inferiori e intermedi.
Uno dei modi in cui la Jeddah Tower cerca di superare questi problemi è il suo design esterno liscio e inclinato, che, sebbene più costoso da costruire, offre prestazioni aerodinamiche superiori rispetto ai design "a gradini" come il Burj Khalifa, consentendole di avere un nucleo complessivamente più conservativo. Ciò è stato determinato dai test in galleria del vento effettuati presso il Burj Khalifa. La Jeddah Tower utilizzerà anche abbondanti materiali di irrigidimento per prevenire l'eccessivo oscillamento che altrimenti provocherebbe la nausea degli occupanti dei piani superiori nelle giornate ventose, incluso calcestruzzo ad altissima resistenza che raggiungerà uno spessore fino a diversi metri in alcune parti del nucleo. Questo, insieme alla struttura in acciaio altamente integrata e alle pareti di taglio, è anche finalizzato a prevenire il collasso catastrofico della struttura in caso di attacco terroristico. Tradizionalmente, si riteneva che lo spazio occupato dagli ascensori rendesse un edificio progressivamente meno redditizio oltre gli 80 piani circa. Più recentemente, è stato l’avvento di una progettazione realmente ad uso misto, come la Shanghai Tower e il Burj Khalifa, così come il miglioramento della tecnologia edilizia, ad aver reso obsoleta questa regola pratica, che generalmente si applicava agli edifici monouso.

### Forma esterna
La pianta triangolare e l'esterno inclinato della Jeddah Tower sono progettati per ridurre i carichi del vento; la sua ampia superficie la rende inoltre ideale per uso residenziale. Il progetto complessivo della torre, che sarà situata vicino al Mar Rosso e alla foce del torrente Obhur (Sharm Ob'hur), dove si allarga incontrando il Mar Rosso, oltre ad avere una facciata su un corso d'acqua artificiale e un porto che saranno costruiti intorno ad essa, è concepito per assomigliare a una pianta del deserto che germoglia verso l'alto come simbolo della crescita e del futuro dell'Arabia Saudita, nonché per aggiungere risalto allo status di Jeddah come porta d'accesso alla città santa della Mecca. La visione del progettista era "quella che rappresenta il nuovo spirito dell'Arabia Saudita" (Smith).

### Ascensori
L'edificio avrà un totale di 59 ascensori, cinque dei quali a due piani, e 12 scale mobili. Gli ascensori sono prodotti dall'azienda finlandese Kone. Avrà anche il ponte di osservazione più alto del mondo, verso il quale ascensori ad alta velocità viaggeranno fino a 10 metri (33 piedi) al secondo (36 km/h o 22 mph) in entrambe le direzioni. Devono anche essere efficienti in modo che i cavi non siano insopportabilmente pesanti. La Jeddah Tower avrà tre atri panoramici dove potranno essere effettuati i trasferimenti con gli ascensori, e nessun ascensore andrà dal piano inferiore al piano più alto occupato.

### Sistemi interni
Environmental Systems Design, Inc., con sede a Chicago, fornirà servizi di ingegneria meccanica, idraulica, elettrica e antincendio, nonché sistemi di teledati, audio/video, di sicurezza e acustici. Langan International sarà responsabile dell'ingegneria geotecnica e di alcuni lavori in loco a livello del suolo, come l'ingegneria dei trasporti e il parcheggio, inclusa la progettazione del parcheggio sotterraneo proposto per 3 000-4 700 auto che sarà situato vicino, ma non sotto la torre, per prevenire il terrorismo. Langan ha anche progettato le fondamenta della torre, che devono essere in grado di sostenerla nonostante le condizioni non ottimali del sottosuolo, come la presenza di roccia tenera e corallo permeabile, che potrebbero causare cedimenti dei piloni.
Thornton Tomasetti ha curato l'ingegneria strutturale di due dei precedenti detentori del titolo di edifici più alti al mondo, le Petronas Towers di Kuala Lumpur e il Taipei 101 di Taiwan, nonché del Ping An Finance Centre di Shenzhen, attualmente in costruzione, che sarà il secondo edificio più alto della Cina una volta completato.

### Fattibilità economica
Oltre alle sue funzioni principali, l'edificio dovrebbe includere una notevole quantità di negozi al dettaglio e un'ampia varietà di altri servizi esclusivi, con l'obiettivo di renderlo un'entità quasi autosufficiente, avvicinandosi al concetto di "città verticale". Il design dell'edificio è stato elogiato per la sua semplicità e fattibilità, ma al tempo stesso audace, brillantemente scolpito e tecnologicamente avanzato, con AS + GG che lo descrive come "un progetto elegante, conveniente e altamente realizzabile". Il costo di costruzione stimato di 1,23 miliardi di dollari, inferiore a quello del Burj Khalifa (1,5 miliardi di dollari), può essere attribuito alla manodopera a basso costo in Medio Oriente, in particolare in Arabia Saudita, e al fatto che saranno impiegati tre turni 24 ore su 24 per accelerare il processo. I costi di costruzione sono diminuiti dopo la crisi finanziaria del 2008.
L'area di 23 ettari attorno alla Jeddah Tower conterrà spazi pubblici e un centro commerciale, così come altri sviluppi residenziali e commerciali, e sarà conosciuta come Jeddah Tower Water Front District, di cui, il sito della torre da solo occuperà 500.000 m2. Come per molti altri grattacieli molto alti, incluso il Kingdom Centre di Riyadh, che è generalmente considerato aver innescato i recenti sviluppi commerciali significativi intorno ad esso nel distretto di Olaya, gran parte dell'intenzione della Jeddah Tower è quella di essere simbolica e di aumentare il valore del terreno circostante piuttosto che la sua stessa redditività. A tal fine, l'architetto della torre, Adrian Smith, ha affermato che la torre "evoca un fascio di foglie che spuntano dal terreno; un'esplosione di nuova vita che annuncia una maggiore crescita tutt'intorno".

## Impatto
In Arabia Saudita si profila un'imminente bolla immobiliare, con una domanda crescente e prezzi in aumento a causa dell'elevata crescita demografica e della scarsità di alloggi, che potrebbe includere una domanda di unità di lusso di fascia alta, come quelle della Jeddah Tower. Per stimolare la crescita, il governo saudita investirà 67 miliardi di dollari (251 miliardi di SR) nella costruzione di 500.000 case in tutto il Paese. Secondo i funzionari sauditi, sono necessarie circa 900 nuove case al giorno per soddisfare la domanda della popolazione in rapida crescita, che è quasi quadruplicata negli ultimi quattro decenni.
Proprio come la Jeddah Tower completerà lo sviluppo della Jeddah Economic City che verrà costruito attorno ad essa, ci sono molti progetti infrastrutturali e di riqualificazione in corso e pianificati in tutta l'Arabia Saudita, come il nuovo terminal aeroportuale da 7,2 miliardi di dollari (27,1 miliardi di SR) in costruzione presso l'aeroporto internazionale King Abdulaziz (Jeddah), che completerà la Jeddah Economic City e svilupperà l'Arabia Saudita, che è stata paragonata a un paese del Terzo Mondo con infrastrutture fatiscenti e disastri diffusi, tra cui gravi inondazioni, come le inondazioni improvvise all'inizio del 2011 che hanno danneggiato il 90% delle strade e oltre 27.000 edifici a Jeddah.

### Accoglienza
La teoria degli sviluppatori è che l'attenzione internazionale guadagnata attraverso grandi progetti e la costruzione dell'edificio più alto del mondo porterà alla gentrificazione del paese e persino al successo finanziario a lungo termine. L'architetto Adrian Smith, progettista della torre, afferma: "...questa torre simboleggia il Regno come importante leader commerciale e culturale globale e dimostra la forza e la visione creativa del suo popolo. Rappresenta una nuova crescita e una tecnologia ad alte prestazioni fuse in un'unica potente forma iconica."

## Elenco dei piani
| Piani       | Uso                                                  |
| ----------- | ---------------------------------------------------- |
| > 168       | Guglia vuota                                         |
| 168 (682 m) | Tuned mass damper                                    |
| 158–167     | Macchine per il controllo degli edifici              |
| 157 (637 m) | Ponte di osservazione, balcone esterno               |
| 155–156     | Hotel, ristoranti                                    |
| 154         | Four Seasons Hotel                                   |
| 144–153     | stanze Hotel                                         |
| 141–143     | Macchine per il controllo degli edifici              |
| 140         | stanze Hotel, zona rifugio                           |
| 127–139     | stanze Hotel                                         |
| 125–126     | lobby del cielo dell'hotel                           |
| 115–124     | stanze Hotel                                         |
| 114         | Macchine di controllo dell'edificio, area di rifugio |
| 104–113     | Residence                                            |
| 103         | Residence, zona di rifugio                           |
| 94–102      | Residence                                            |
| 93          | Lobby residenziale del cielo                         |
| 90–92       | Macchine di controllo dell'edificio                  |
| 89          | zona di rifugio                                      |
| 80–88       | Uffici                                               |
| 79          | zona di rifugio                                      |
| 67–78       | Uffici                                               |
| 65–66       | lobby del cielo                                      |
| 64          | zona di rifugio                                      |
| 51–63       | Uffici                                               |
| 48–50       | Macchine di controllo dell'edificio                  |
| 47          | zona di rifugio                                      |
| 35–46       | Uffici                                               |
| 33–34       | lobby del cielo                                      |
| 29–32       | Macchine di controllo dell'edificio                  |
| 18–28       | Uffici                                               |
| 16–17       | Macchine di controllo dell'edificio                  |
| 6–15        | Uffici                                               |
| 3–5         | Macchine di controllo dell'edificio                  |
| 2           | Centro commerciale                                   |
| 1           | Hall dell'ufficio, hall dell'hotel con servizi       |
| B1          | Ingresso dell'osservatorio, negozi e ristoranti      |
| B2          | Parcheggio, Macchine per il controllo degli edifici  |